# منتخب الأرجنتين لهوكي الحقل للسيدات
منتخب الأرجنتين الوطني لهوكي الحقل للسيدات (بالإسبانية: Selección femenina de hockey sobre césped de Argentina)‏ هو ممثل الأرجنتين الرسمي في المنافسات الدولية في هوكي الحقل في فئة رياضة نسوية.

## وصلات خارجية
- الموقع الرسمي